# Taifa di Algeciras
La Taifa di Algeciras era un regno di taifa musulmano di al-Andalus che si proclamò regno indipendente nel 1013, in seguito alla disintegrazione che aveva subito dal 1009 il Califfato di Cordova.

La taifa di Algeciras corrispondeva approssimativamente alla Cora di Algeciras (Cora de Al-Yazira al-Jadra).

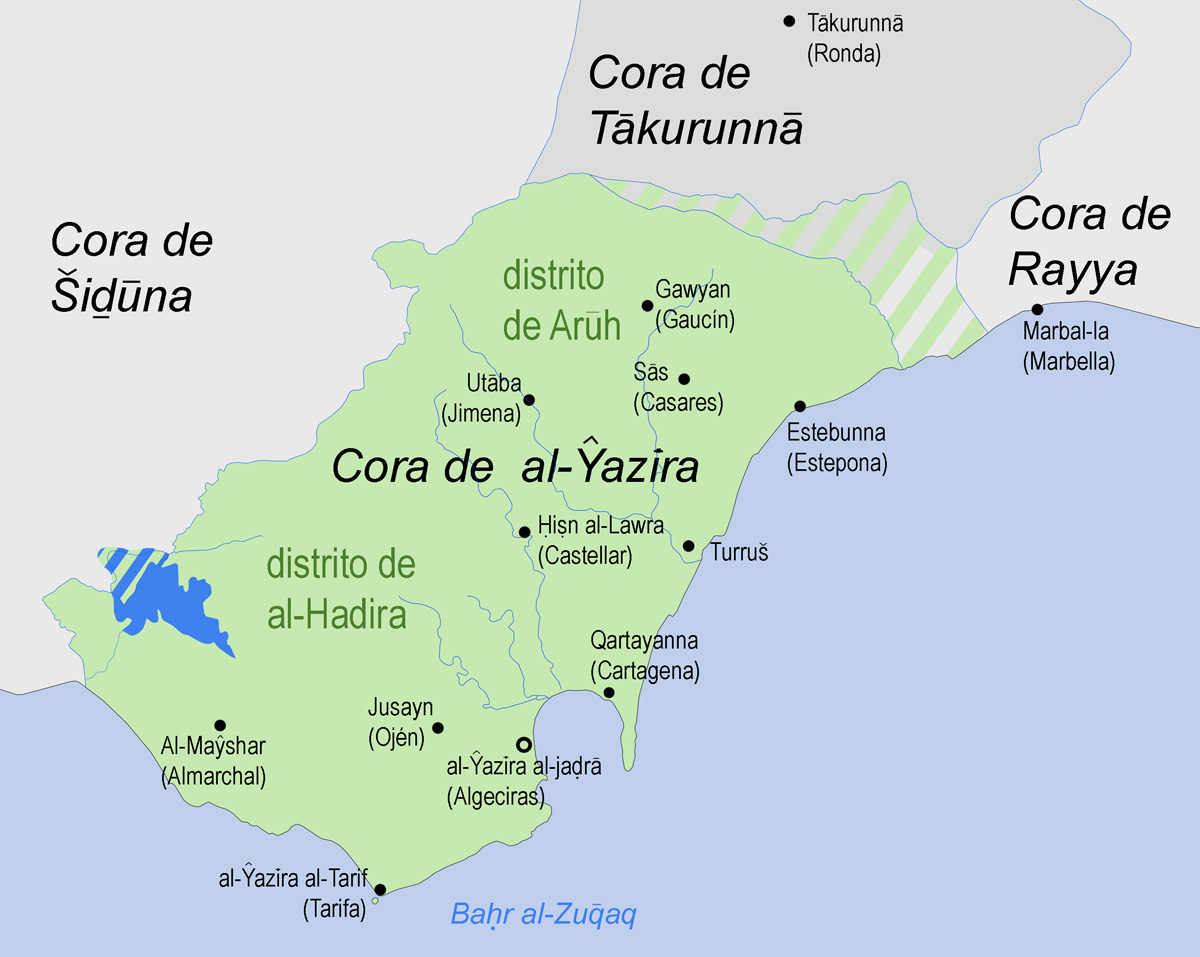
Taifa di Algeciras

Taifa di Algeciras, nel 1013

## Storia
Durante la guerra civile di al-Andalus, riportata dallo storico Rafael Altamira, Al-Qasim al-Ma'mun era al seguito di Sulayman ibn al-Hakam, "al-Musta'in", che, dopo la conquista di Cordova, nel 1013, divenuto califfo, come riporta la Histoire des Almohades / d'Abd el- Wâh'id Merrâkechi, nominò Qasim governatore di Algeciras, che, come riporta la The History Of The Mohammedan Dynasties In Spain Vol II, in quella data divenne il primo signore di Algeciras e che, come riporta la Muslim Spain and Portugal: A Political History of al-Andalus, più tardi sarebbe stato Califfo di Córdoba.

Dopo che Al-Qasim era divenuto califfo di al.Andalus, il figlio, Muhammad ben al-Qasim, divenne il secondo emiro della Taifa di Algeciras.
Dopo che suo cugino il califfo, Yahya ibn Ali, cacciato da Cordova, aveva occupato Malaga, catturato e incarcerato suo padre, Al-Qasim e, nel 1026,  
annesse Algeciras alla Taifa di Malaga finché, nel 1035, dopo la morte di Ali, nei pressi di Carmona, il 4 novembre 1035, Muhammad ben al-Qasim, fu proclamato emiro della Taifa di Algeciras.
Nel 1055 Abbad II al-Mu'tadid, signore di Siviglia, apparve a le porte di Algeciras costringendo Al-Qasim II, figlio di Muhammad ben al-Qasim a cedere il suo regno alla Taifa di Siviglia, come riportano anche La web de las biografias e La Taifa di Algeciras.

### Fonti primarie
- (FR)  Histoire des Almohades / d'Abd el- Wâh'id Merrâkechi
- (EN)  The History Of The Mohammedan Dynasties In Spain Vol II
- (EN)  Muslim Spain and Portugal: A Political History of al-Andalus

### Letteratura storiografica
- Rafael Altamira, "Il califfato occidentale", in: «Storia del mondo medievale», Cambridge History of Middle Age, vol. II, 1999, pp. 477–515.]
- La recomquista